# Organización territorial de Malasia
Malasia es una federación de trece estados (negeri-negeri, singular - negeri) y tres  territorios federales («wilayah-wilayah persekutuan», singular - «wilayah persekutuan»). Once de esos estados están situados en la península de Malaca (Malasia Occidental) y los otros dos en la isla de Borneo. 

División administrativa de Malasia.

## Estados
| Región                                   | Tipo               | Bandera | Nombre                             | Población | Superficie (km²) | Densidad | Capital                            | Código | Abrev. | Mapa |
| ---------------------------------------- | ------------------ | ------- | ---------------------------------- | --------- | ---------------- | -------- | ---------------------------------- | ------ | ------ | ---- |
| Malasia peninsular (Península de Malaca) | Estado             |         | Sultanato de Johor                 | 2 740 625 | 18 987           | 144,3    | Johor Bahru                        | MY-01  | JHR    |      |
| Malasia peninsular (Península de Malaca) | Estado             |         | Sultanato de Kedah                 | 1 649 756 | 9425             | 175      | Alor Setar                         | MY-02  | KDH    |      |
| Malasia peninsular (Península de Malaca) | Estado             |         | Sultanato de Kelantan              | 1 313 014 | 15 024           | 87,4     | Kota Bharu                         | MY-03  | KTN    |      |
| Malasia peninsular (Península de Malaca) | Estado             |         | Sultanato de Pahang                | 1 288 376 | 35 965           | 35,8     | Kuantan                            | MY-06  | PHG    |      |
| Malasia peninsular (Península de Malaca) | Estado             |         | Sultanato de Perak                 | 2 051 236 | 21 005           | 97,7     | Ipoh                               | MY-08  | PRK    |      |
| Malasia peninsular (Península de Malaca) | Estado             |         | Sultanato de Selangor              | 4 188 876 | 7960             | 526,2    | Shah Alam                          | MY-10  | SGR    |      |
| Malasia peninsular (Península de Malaca) | Estado             |         | Sultanato de Terengganu            | 898 825   | 12 955           | 69,4     | Kuala Terengganu                   | MY-11  | TGN    |      |
| Malasia peninsular (Península de Malaca) | Estado             |         | Monarquía de Negeri Sembilan       | 859 924   | 6644             | 129,4    | Seremban                           | MY-05  | NSN    |      |
| Malasia peninsular (Península de Malaca) | Estado             |         | Reino de Perlis                    | 204 450   | 795              | 257,2    | Kangar                             | MY-09  | PLS    |      |
| Malasia peninsular (Península de Malaca) | Estado             |         | Malaca                             | 635 791   | 1652             | 384,9    | Bandar Melaka                      | MY-04  | MLK    |      |
| Malasia peninsular (Península de Malaca) | Estado             |         | Pulau Pinang                       | 1 313 449 | 1031             | 1274     | George Town                        | MY-07  | PNG    |      |
| Malasia peninsular (Península de Malaca) | Territorio Federal |         | Territorio Federal de Putrajaya    | 45 000    | 148              | 304,1    | Putrajaya (Capital administrativa) | MY-16  | PJY    |      |
| Malasia peninsular (Península de Malaca) | Territorio Federal |         | Territorio Federal de Kuala Lumpur | 1 379 310 | 243              | 5676,2   | Kuala Lumpur (Capital legislativa) | MY-14  | KUL    |      |
| Malasia Oriental (Borneo)                | Estado             |         | Sabah                              | 2 603 485 | 73 619           | 35,4     | Kota Kinabalu                      | MY-12  | SBH    |      |
| Malasia Oriental (Borneo)                | Estado             |         | Sarawak                            | 2 071 506 | 124 450          | 16,6     | Kuching                            | MY-13  | SWK    |      |
| Malasia Oriental (Borneo)                | Territorio Federal |         | Territorio Federal de Labuán       | 76 067    | 92               | 826,8    | Victoria                           | MY-15  | LBN    |      |

Fuente: Datos del año 2000 procedentes del departamento de estadística de Malasia (ver Recensement national de 2000). Los datos del territorio de Putrajaya corresponden a 2004.

## Estados desaparecidos
| Región                                   | Tipo   | Bandera | Nombre             | Población | Superficie (km²) | Densidad        | Capital  | Código          | Abrev. | Mapa |
| ---------------------------------------- | ------ | ------- | ------------------ | --------- | ---------------- | --------------- | -------- | --------------- | ------ | ---- |
| Malasia peninsular (Península de Malaca) | Estado |         | Estado de Singapur | 7805      | 7199             | Sin información | Singapur | Sin información | SPR    |      |